# Đường hầm Euphrates
Đường hầm Euphrates là một đường hầm dài 929 mét (0,577 mi) được xây dựng ngầm dưới sông Euphrates, kết nối hai nửa của thành phố Babylon, trong vùng Lưỡng Hà.
Các nhà khảo cổ tin rằng nó được xây dựng từ năm 2180 đến năm 2160 TCN.
Không có đường hầm dành cho người đi bộ dưới nước nào khác được xây dựng nữa cho đến khi Marc Brunel xây dựng Đường hầm sông Thames bắt đầu từ năm 1824.